# Lucerna (lampada)

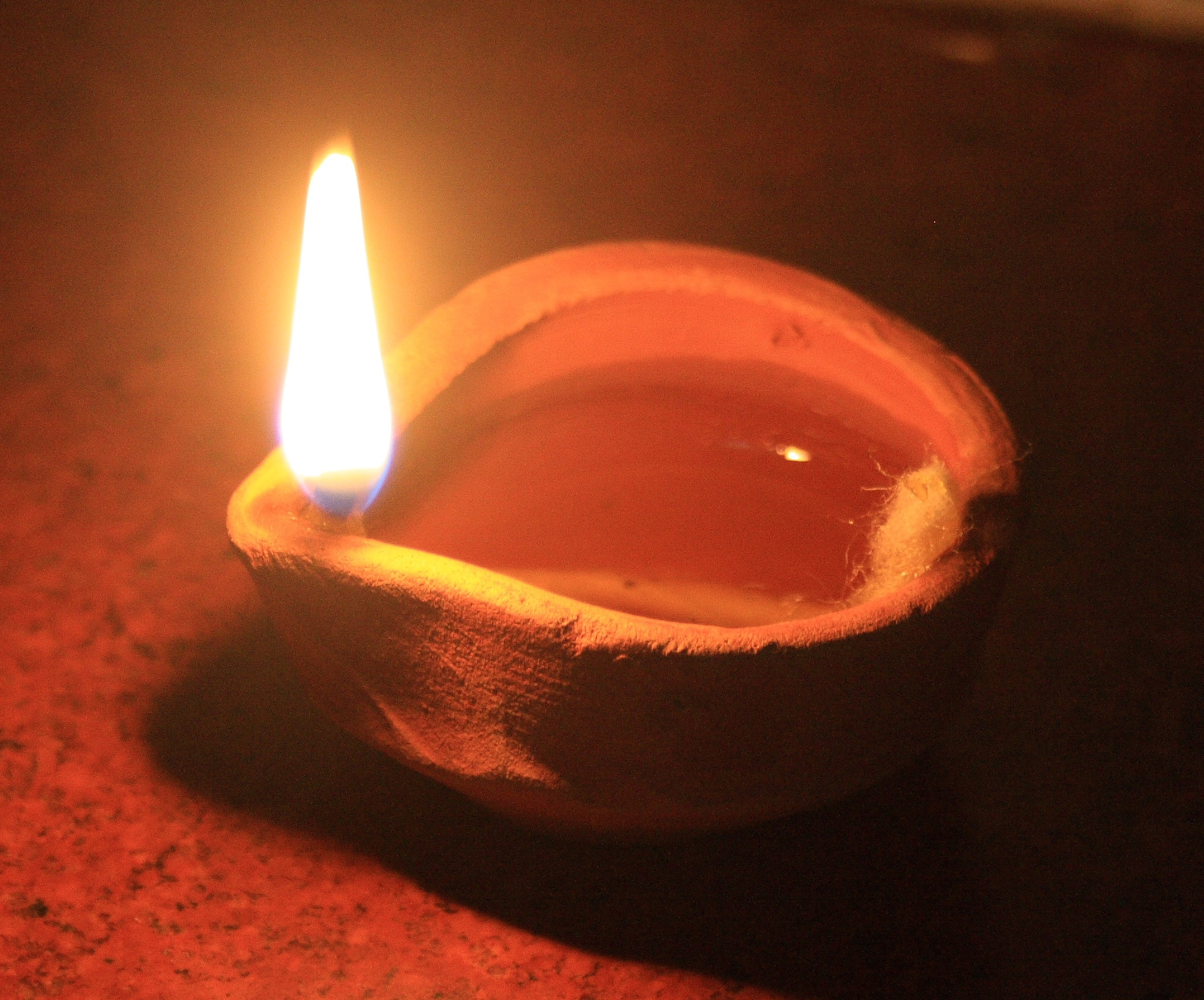
Lucerna moderna e a struttura aperta

Una lucerna è un tipo di lampada a olio, molto utilizzata nell'antichità, in grado di produrre luce attraverso l'accensione di uno stoppino parzialmente immerso in un combustibile (un olio vegetale, sego o un olio minerale). Il termine italiano lucerna deriva dal corrispettivo latino lucĕrna, forse un derivato di lūx (luce) proprio in riferimento allo scopo primario per cui veniva utilizzata (fare luce). La disciplina che si occupa del suo studio è la licnologia (dal greco λύχνος, lýchnos, lucerna – diverso da λαμπάς, lampàs, generica fonte illuminante): essa ne analizza la forma, la tecnica di produzione (a mano, al tornio o a matrice), le decorazioni e i bolli (se presenti) per ricavare informazioni sulle tecnologie, sugli aspetti economici e culturali, ecc.

## Storia
L'uso della lucerna ha origini antichissime (molto probabilmente risalenti al Paleolitico) e, pur essendo caduta in disuso a partire dal XV secolo d.C., ha raggiunto persino la contemporaneità attraverso usi e produzioni sporadiche e di nicchia. La produzione lungo un arco temporale così vasto ha comportato, ovviamente, la fabbricazione di lucerne in diversi materiali (pietra, ceramica, metallo, vetro), con diverse forme e destinate a usi diversi, a seconda dei contesti e dei popoli che le produssero.
In linea molto generale le lucerne possono essere suddivise in due macro categorie sulla base della propria struttura: lucerne aperte e lucerne chiuse, a seconda del fatto che il combustibile sia scoperto oppure contenuto in un serbatoio.
I contesti d'utilizzo di questa specifica lampada a olio hanno interessato tanto la sfera laica quanto quella religiosa: veniva impiegata per illuminare i diversi ambienti della casa, le botteghe, i templi, le terme, i teatri, le chiese, ecc.; poteva anche essere deposta nei corredi funebri come simbolo di vita e guida per il defunto nel regno dei morti; oppure poteva essere offerta in voto alle divinità; o ancora poteva essere utilizzata come regalo augurale all'inizio dell'anno nuovo; o, ancora, poteva fungere da omaggio fra innamorati.

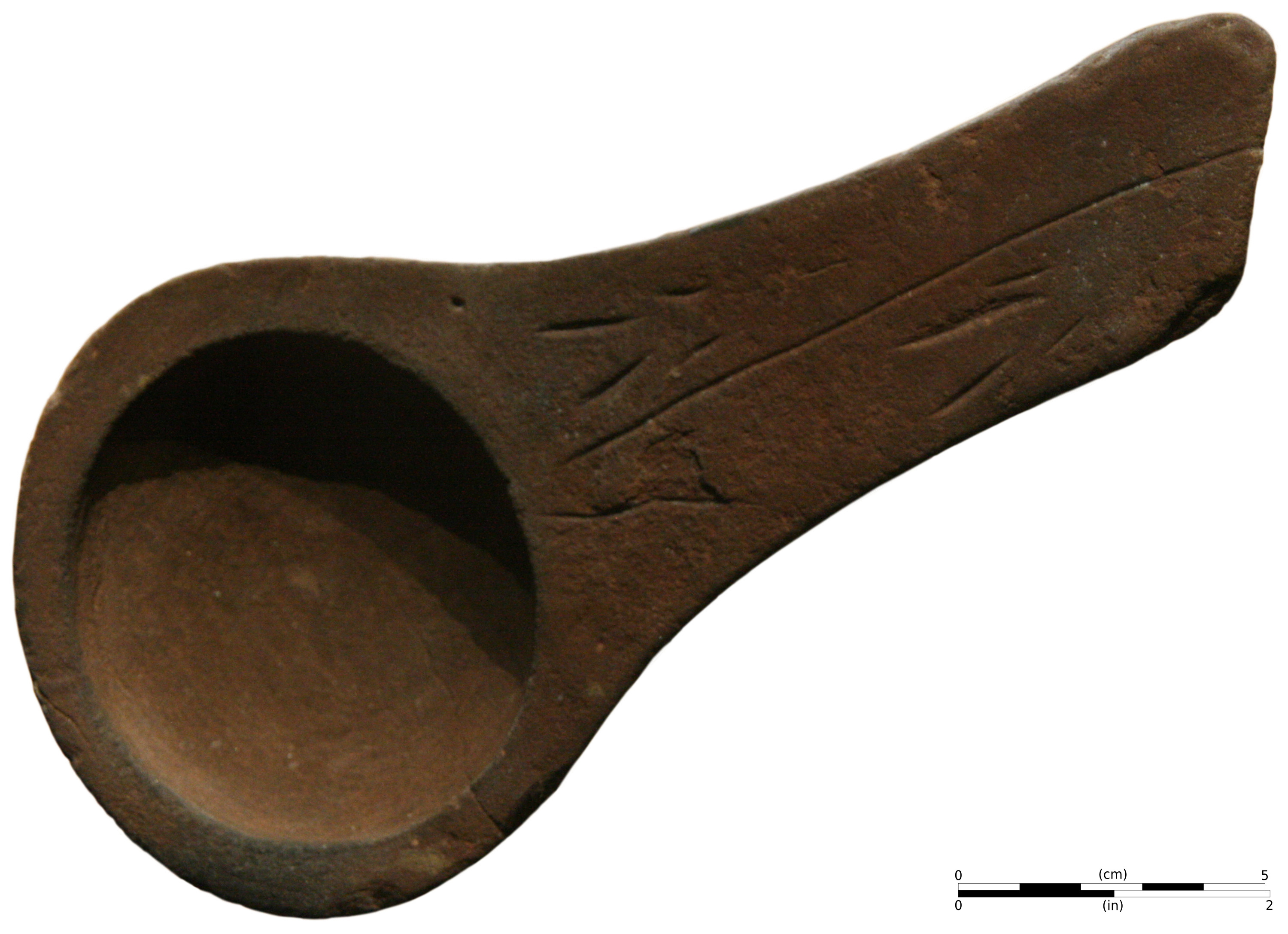
Lucerna preistorica in arenaria, decorata con tacche incise, ritrovata nelle Grotte di Lascaux (Francia), e risalente al Paleolitico superiore.

### Lucerne nella preistoria
Gli esemplari di lucerna più antichi finora ritrovati sono quelli delle grotte di La Mouthe e di Lascaux (quest'ultime sono le più numerose), entrambe situate in Francia, e che risalgono al Paleolitico superiore. Si tratta di numerose lucerne in pietra (almeno un centinaio), suddivisibili in due grandi categorie (la prima delle quali è la più frequente):
- lucerne consistenti in placche calcaree dotate di un incavo centrale per contenere il combustibile (di solito resina), di fattura molto semplice;
- lucerne in arenaria aventi la forma di un piccolo bacino aperto, in grado di contenere piccole quantità di combustibile (di solito sego), e con una lunga presa (in questo caso decorata con tacche incise).

Trattandosi di semplici cavità sussisteva il frequente pericolo di fuoriuscita del combustibile, probabilmente sarà questo l'input che porterà nei secoli successivi alla creazione e al predominio delle lucerne a forma chiusa.

### Lucerne nell'antichità
Nell'antichità all'uso della pietra si affiancò e poi si sostituì quello dell'argilla (economica e di più facile lavorazione), ma anche del metallo (specie in bronzo e, più raramente, in argento e oro) e, più raramente, del vetro. Fecero uso di lucerne tantissimi popoli del Mediterraneo antico: Egizi, Fenici, Etruschi, Greci, Romani, ecc.

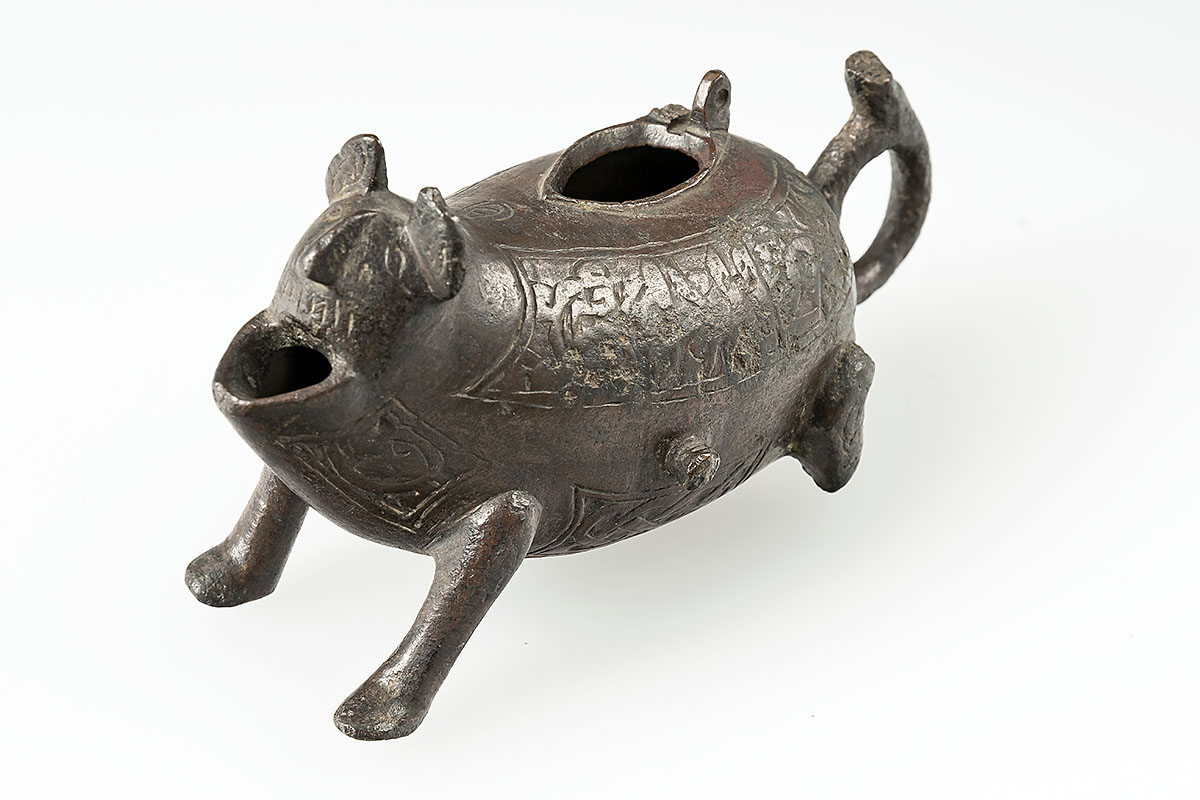
Lucerna selgiuchide di XI-XII sec. d.C., fatta in metallo e avente forma animale.

Per quanto riguarda la struttura delle lucerne del mondo antico bisogna operare una distinzione in due grandi gruppi:
- le lucerne "aperte", aventi una forma a coppa, con un bordo alto (per evitare il versamento dell'olio), e un beccuccio o un incavo nell'orlo (per l'introduzione dello stoppino);
- le lucerne "chiuse", aventi un serbatoio (rotondo, ovale o irregolare) coperto e con al centro un foro per l'introduzione del combustibile, una spalla (il "bordo"), un disco (leggermente concavo e distinto dalla spalla) e un beccuccio (per l'introduzione dello stoppino).

A questi elementi basilari potevano aggiungersene altri accessori come il manico (utile per il trasporto), uno o più anelli (utile per appenderla), e decorazioni di varia tipologia. Non solo, che sia chiusa o aperta, la variazione degli elementi di una lucerna fornisce indicazioni preziose per la ricostruzione della cronologia di una produzione.

I combustibili utilizzati erano: oli vegetali (soprattutto quello d'oliva e, più difficilmente, anche di noce, di sesamo e di ricino), olii minerali (già conosciuti nel periodo antico), e il sego (anch'esso particolarmente usato, anche se non quanto l'olio d'oliva).

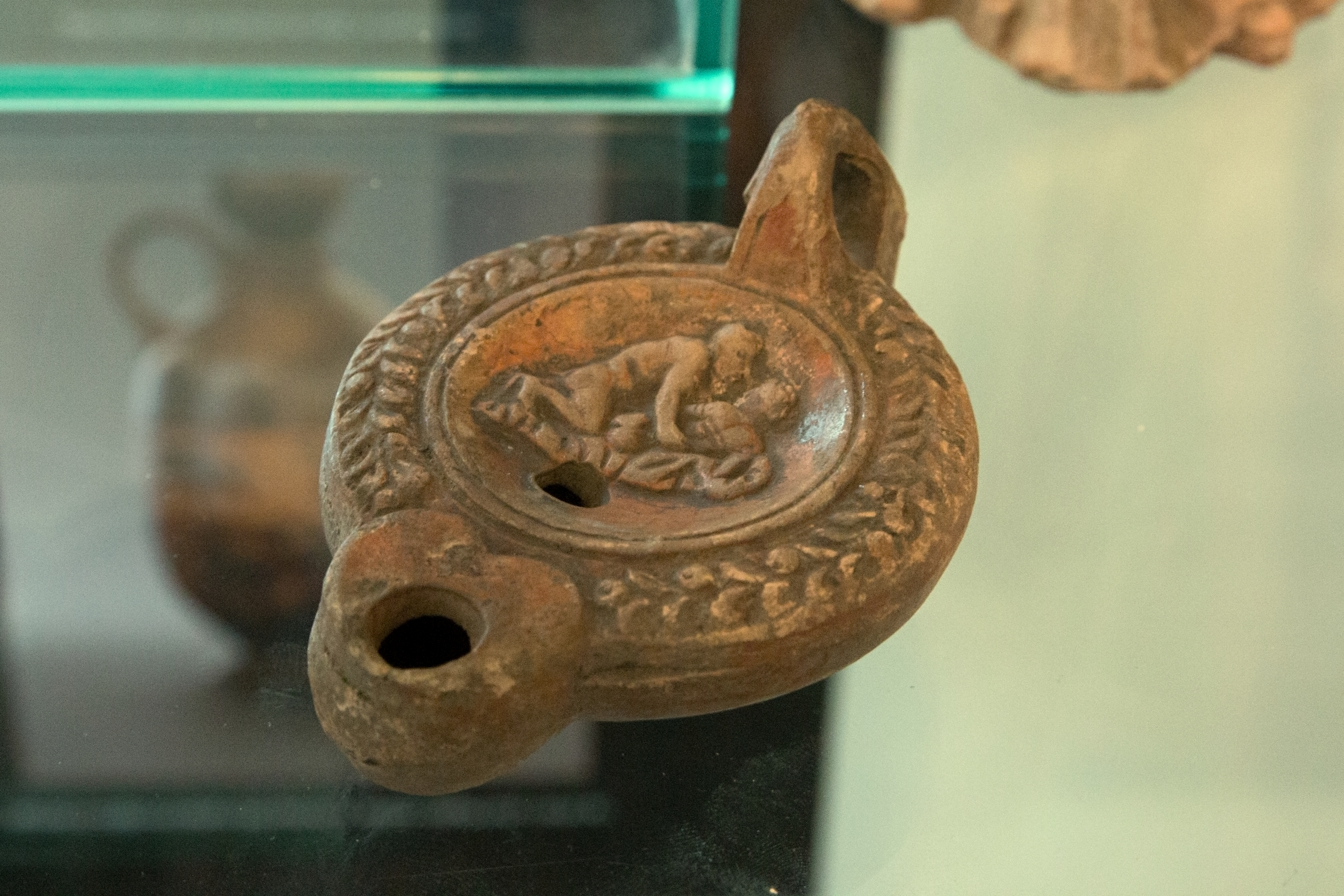
Lucerna romana di II-III secolo d.C., fatta in ceramica, e con una decorazione a carattere erotico.

#### Lucerne romane
Le prime testimonianze di lucerne greche sono del VII secolo a.C., mentre delle lucerne romane solamente alla fine del IV - inizio del III sec. a.C.: la spiegazione data dagli archeologi a tale "ritardo" è legata al fatto che, prima di tale secolo, i Romani utilizzarono per l'illuminazione il legno, la cera per candele e il sego (presenti in abbondanza nell'Italia centrale), e che il mutamento fu dovuto alla necessità di utilizzare altri strumenti per l’illuminazione probabilmente a causa del crescente sfruttamento delle risorse boschive dell’Italia tirrenica (funzionale allo sforzo di Roma per dotarsi di un’imponente flotta navale) e alla massiccia urbanizzazione (che modificò lo stile di vita di una larga fetta di popolazione).
Le lucerne romane più antiche mostrarono caratteristiche autonome rispetto ai tipi fabbricati nella Grecia continentale, sia a livello morfologico che produttivo: le prime lucerne laziali, infatti, venivano fabbricate con la tecnica del tornio (contrariamente alle contemporanee greche per cui si utilizzava già la matrice) e presentavano elementi originali come il "becco svasato". Le due tipologie di produzioni romane che caratterizzarono i secoli dal III al I a.C. furono: il tipo biconico "dell'Esquilino" (caratterizzato da un becco svasato e dalla vernice nera, ed esportato in tutto il Mediterraneo occidentale tra il 250 a.C. e il 50 a.C.) e il tipo cilindrico "dell'Esquilino" (caratterizzato da un becco svasato ma privo di un rivestimento superficiale, prodotto per il mercato locale tra il 150 a.C. e il 50 a.C.).
Introdotta in Italia nella seconda metà del II secolo a.C., ma solo nella Magna Grecia, la tecnica fabbricazione a matrice fu utilizzata per la prima volta in area laziale a partire dal I sec. a.C.; le officine laziali, infatti, iniziarono proprio in questo periodo a produrre lucerne innovative insieme a quelle più tradizionali. Tra i nuovi tipi si ebbero: la Dressel 2 (detta anche "Warzenlampen", diffusa tra il 100/80 a.C. e il 15 a.C., e caratterizzata da un rivestimento rosso), la Dressel 3 (diffusa tra il 100/80 a.C. e il 10 a.C. e caratterizzata da un disco decorato) e la Dressel 4 (prodotta tra il 50 a.C. a tutta l'età augustea, e detta "a testa d'uccello" per via della morfologia); tutte tipologie di lucerne destinate soprattutto all'esportazione nel Mediterraneo occidentale e nelle provincie romane settentrionali.